# Muni Metro v San Franciscu
Muni Metro je systém lehkého metra v kalifornském městě San Francisco. Tvoří jej sedm linek o celkové délce 59,2 kilometrů, které využívají jak podpovrchové úseky s vysokými nástupišti, tak klasické pouliční tramvajové tratě. Systém provozuje městský dopravní podnik San Francisco Municipal Railway, který je součástí dopravního úřadu San Francisco Municipal Transportation Agency. Muni Metro je pomocí pěti přestupních stanic propojeno se sítí BART (Bay Area Rapid Transit), která tvoří páteř hromadné dopravy v San Francisco Bay Area. 

## Historie

### Tramvaje
První pouliční dráhu v San Franciscu provozovala od roku 1860 společnost San Francisco Market Street Railroad Company. Vozy tažené koňmi jezdily od Embarcadera po Market Street do čtvrti Mission Dolores. Městský dopravní podnik San Francisco Municipal Railway byl založen v roce 1912 a ve stejném roce vyjely tramvaje na linku s označením A Geary, která spojovala Financial District v centru města s Richmond District u Tichého oceánu. V roce 1917 byl otevřen tramvajový tunel Twin Peaks, který umožnil další expanzi do jihozápadních částí města. O čtyři roky později už činila délka tramvajové sítě 489 kilometrů. Poslední novou tramvajovou linkou se stala N Judah, která zahájila provoz po otevření tramvajového tunelu Sunset v roce 1928.

Ve 40. a 50. letech došlo v San Franciscu, podobně jako v mnoha dalších severoamerických městech, k postupnému rušení tramvajové a rozšiřování autobusové dopravy. Výsledkem této reorganizace bylo, že z více než čtyřiceti linek zůstalo v provozu pouze pět (J, K, L, M a N). Kromě velkého vytížení zachránily tyto linky před zrušením také tramvajové tunely, které nebylo možné upravit pro autobusovou dopravu. Na všech pěti linkách jezdily tramvaje typu PCC.

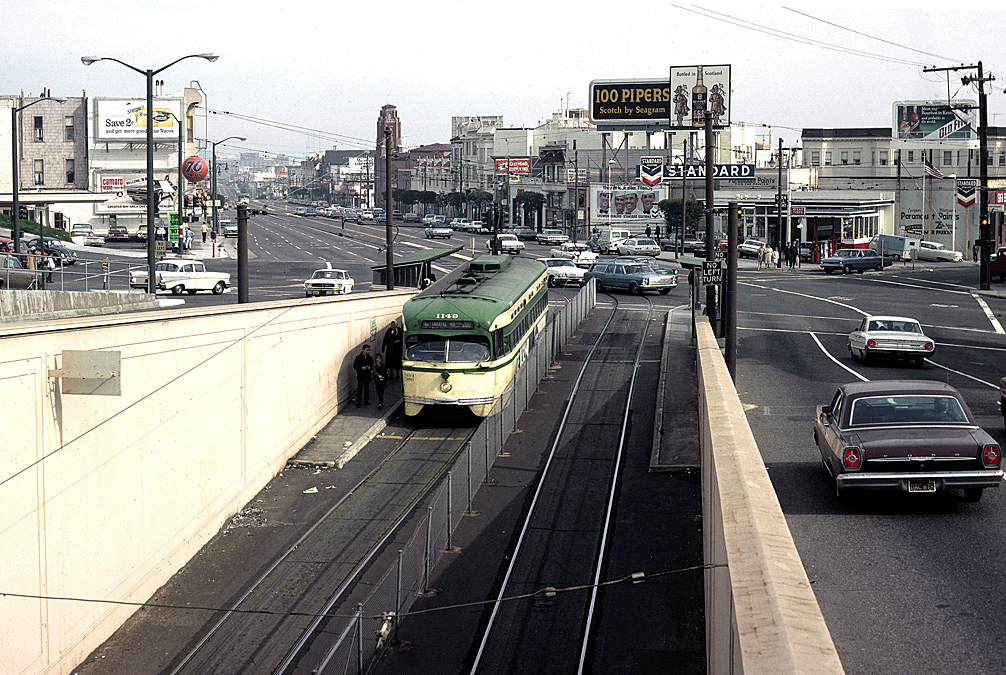
PCC vjíždí do tunelu Twin Peaks, rok 1967
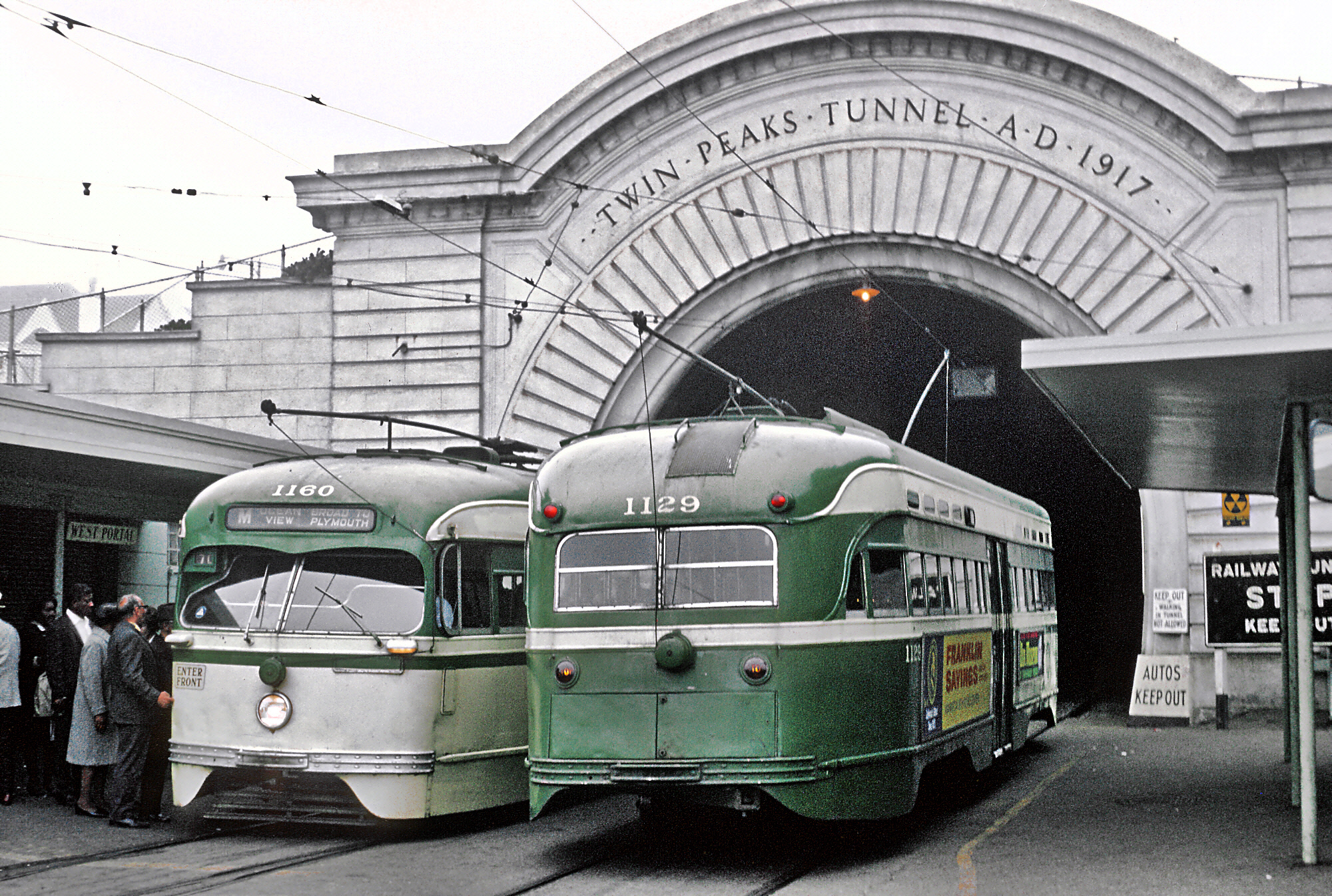
Původní podoba stanice West Portal, rok 1967
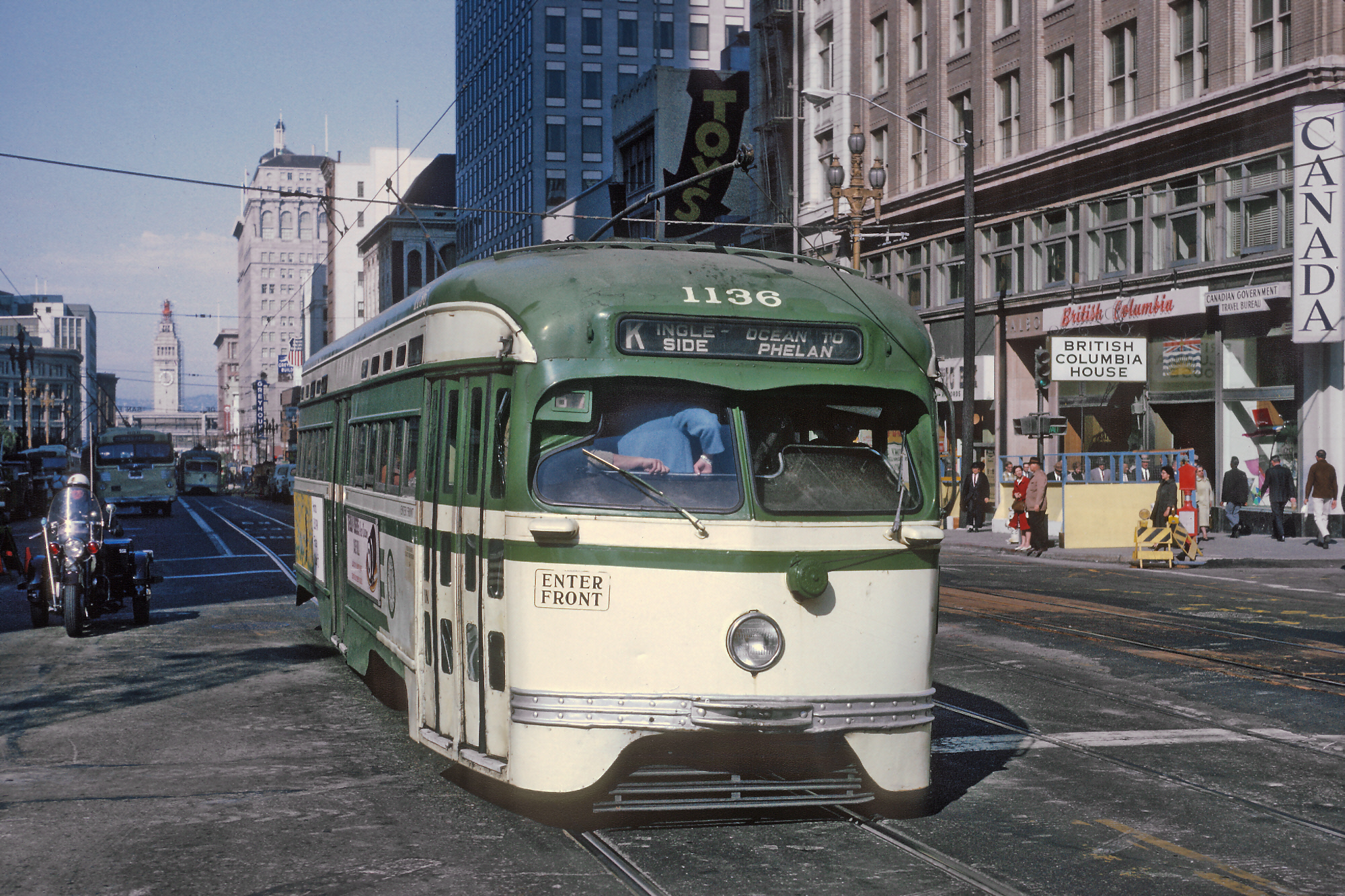
PCC na Market Street
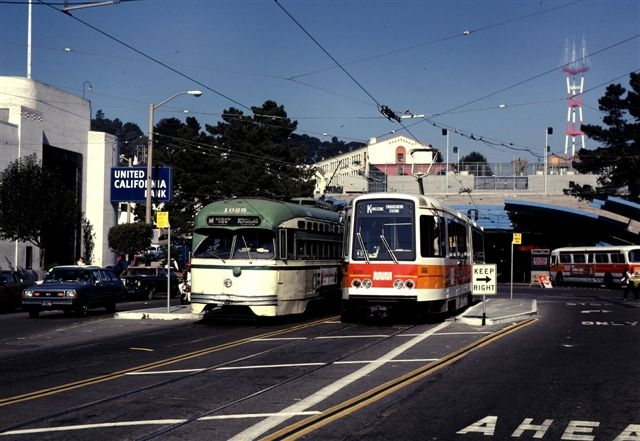
PCC a Boeing LRV u West Portal, rok 1980

### Market Street a Muni Metro
První plány na výstavbu dráhy pod Market Street v centru San Francisca spatřily světlo světa v 50. letech, kdy město řešilo budoucí podobu systému BART (Bay Area Rapit Transit). Podle původních plánů měla proběhnout výstavba dvoupodlažního tunelu, přičemž dolní podlaží by využívaly expresní spoje a horní naopak pomalejší spoje. Plány však byly v roce 1961 změněny, horní podlaží měly využívat stávající tramvajové linky a tunel měl být přímo napojen na tunel Twin Peaks. Tím vznikl souvislý podpovrchový úsek od Embarcadera v centru města až ke stanici West Portal.
Výstavba tunelu probíhala od roku 1967, první soupravy BART ho využily v roce 1973, Muni Metro se přidalo o sedm let později. Vzhledem k vysokým ostrovním nástupištím, kterými byly nové stanice pod Market Street vybaveny, nebylo možné v tunelu využívat vozy PCC. Město proto u společnosti Boeing-Vertol objednalo celkem 131 rychlodrážních vozidel s výklopnými schody, které byly dodány v letech 1979 a 1980.
První tramvajovou linkou, která začala využívat nový tunel a stala se tak součástí Muni Metra, byla N v únoru 1980. V následujících měsících se přidaly linky K, L, M a nakonec v červnu 1981 i linka J. První dva roky provozu byl tunel pod Market Street využíván pouze v pracovní dny, o víkendech dopravu zajišťovaly vozy PCC, které jezdily po původní povrchové trati. Teprve od listopadu 1982 Muni Metro funguje sedm dní v týdnu.

Provoz Muni Metra se v druhé polovině 80. let nesl ve znamení spojování a rozpojování. Soupravy linek J a N vyjížděly z Embarcadera spojené, po vyjetí na povrch u křižovatky ulic Duboce Ave a Church byly rozpojeny a dál pokračovaly samostatně po svých trasách. V opačném směru byly soupravy na stejném místě spojovány. Obdobný systém fungoval na i na linkách K, L a M, které byly rozpojovány nebo spojovány ve stanici West Portal. Díky tomuto systému bylo možné provozovat v tunelu pod Market Street tří až čtyřvozové soupravy s velkou kapacitou a v okrajových částech města zase zachovat nízký interval mezi spoji. Spojování souprav před vjezdem do tunelu však nebylo vždy bezproblémové, protože spoje na sebe musely čekat a často tak docházelo k nepravidelnostem provozu.

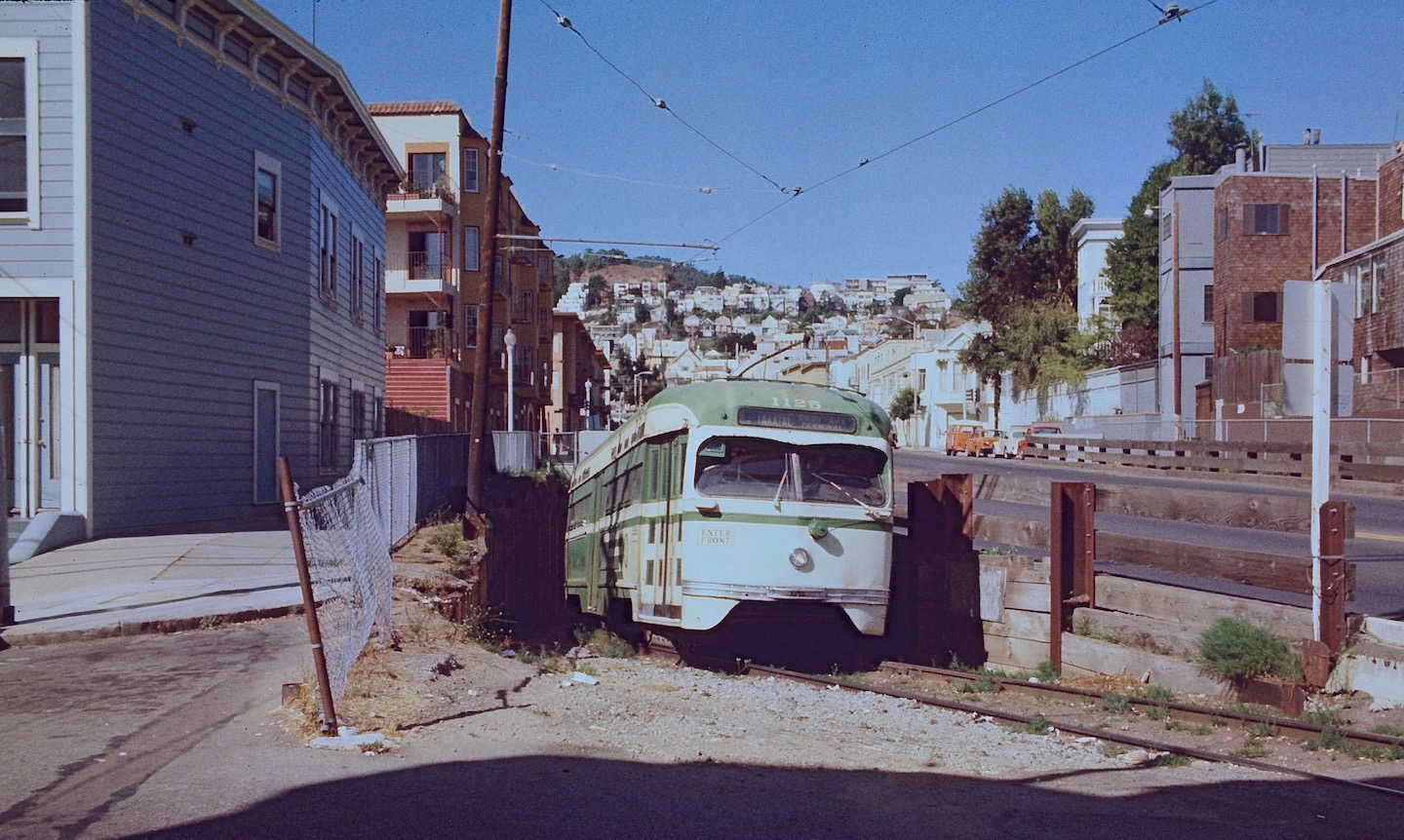
PCC vyjíždí z tunelu Twin Peaks, rok 1982
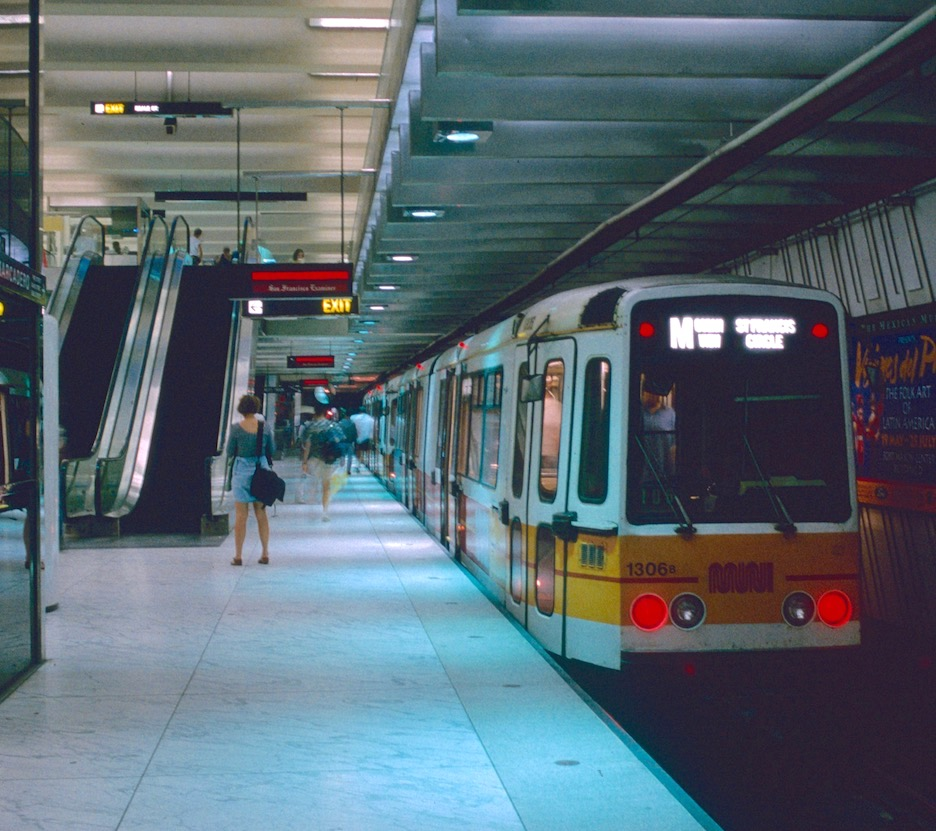
Embarcadero a vozy Boeing-Vertol
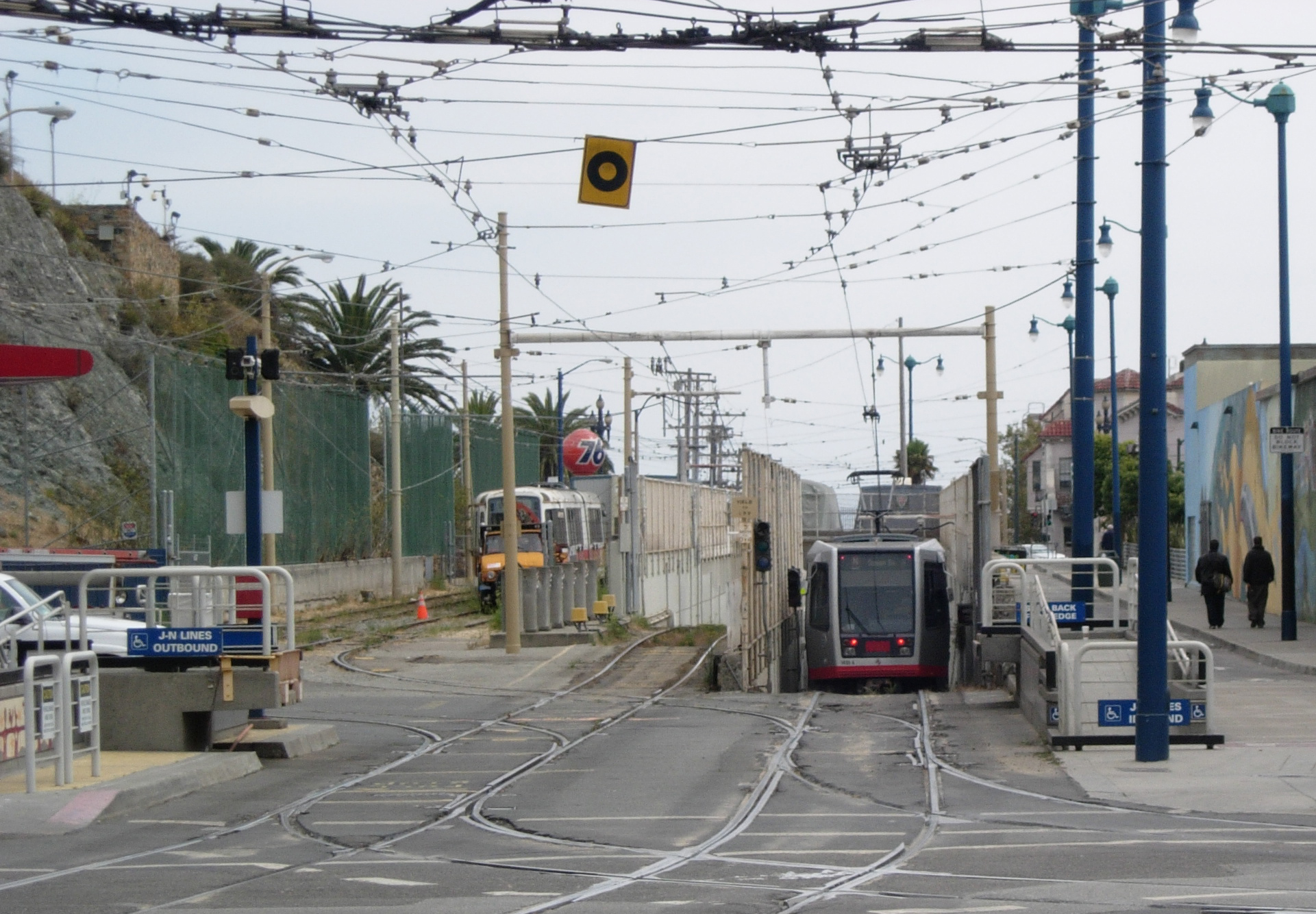
Vjezd do tunelu na Duboce Ave
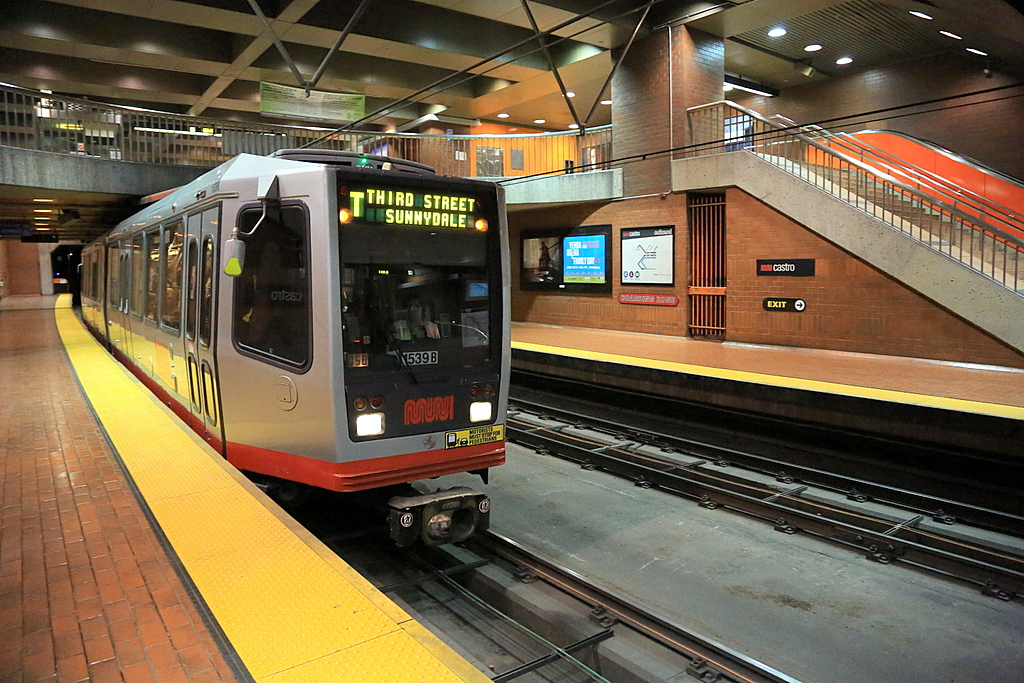
Stanice Castro

### Nové úseky
V roce 1980 byla linka M prodloužena z tehdejší konečné Broad & Plymouth k terminálu BART Balboa Park. Linka N jezdí od roku 1998 z Embarcadera po povrchové trati až k nádraží Caltrain Depot. Od tohoto nádraží vedou jižním směrem koleje linky T, která zahájila provoz v roce 2007 v rámci první fáze projektu Third Street Light Rail. Od roku 2012 probíhají stavební práce na druhé fázi (zvané Central Subway), která zahrnuje ražbu tunelu a výstavbu čtyř nových podzemních stanic (4th and Brannan, Yerba Buena/Moscone, Union Square/Market Street a Chinatown). V sobotu 19. listopadu 2022 byl na trase Central Subway zahájen víkendový zkušební provoz s cestujícími, pravidelný provoz byl zahájen 7. ledna 2023.

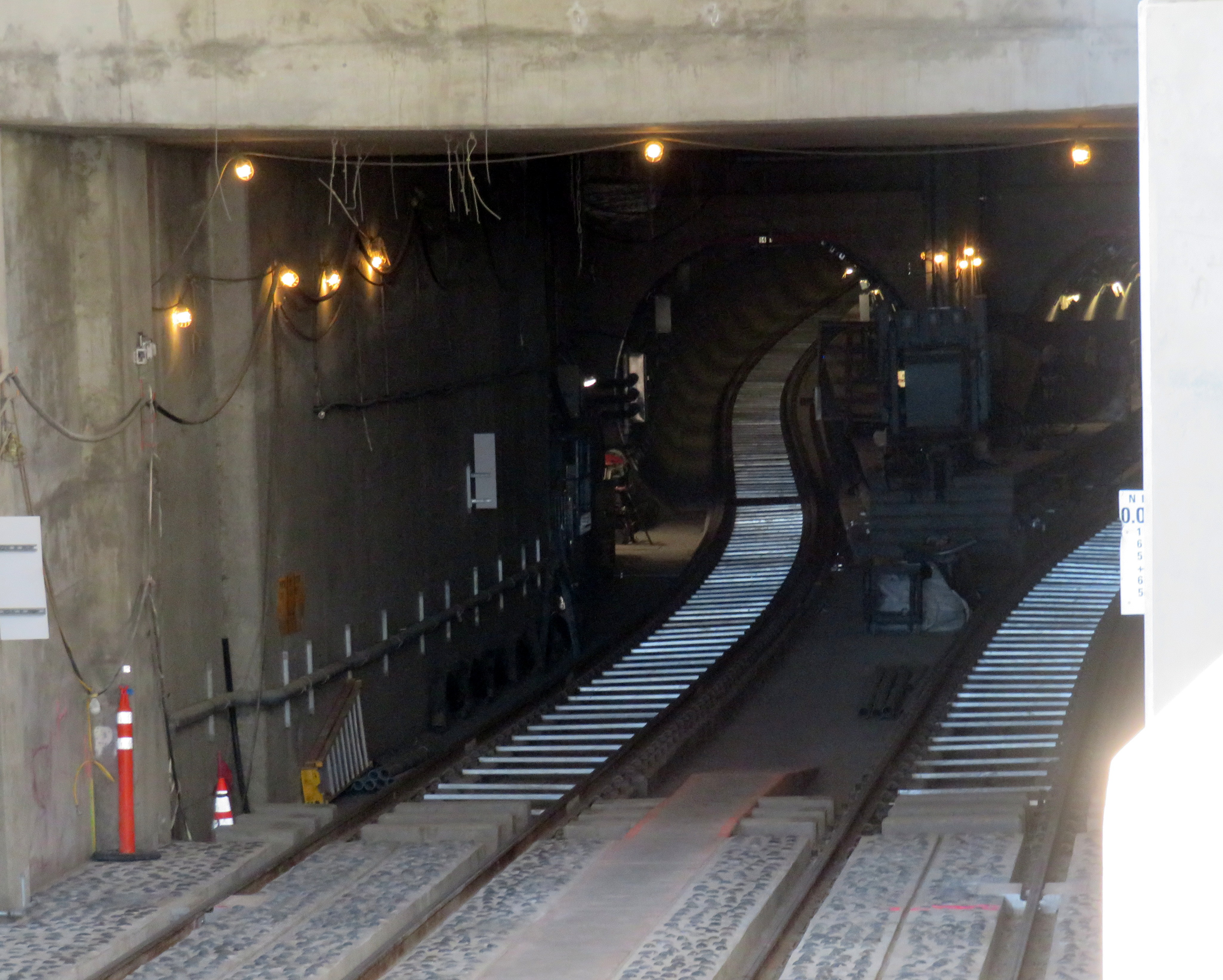
Vjezd do Central Subway na 4th Street
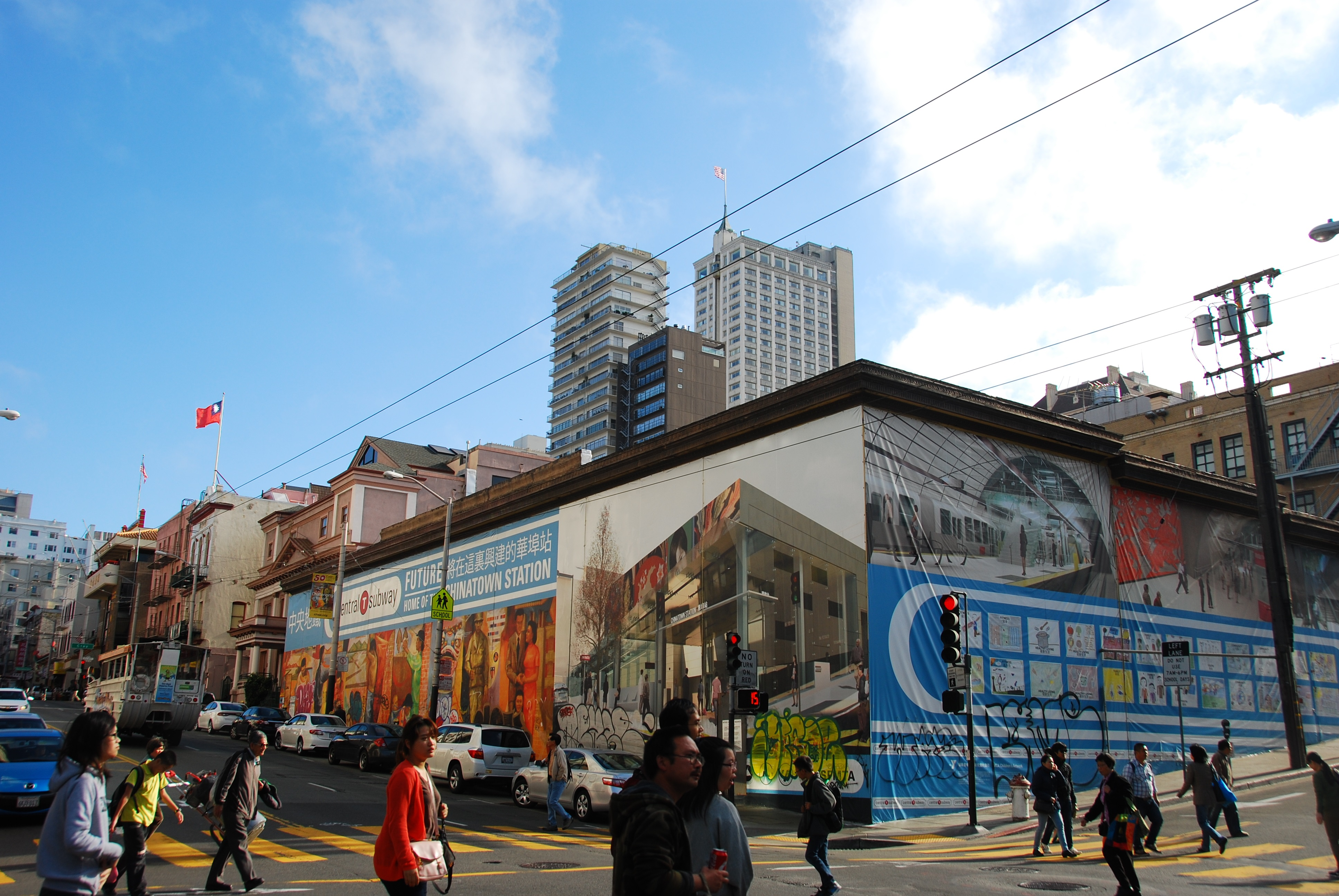
Výstavba stanice Chinatown
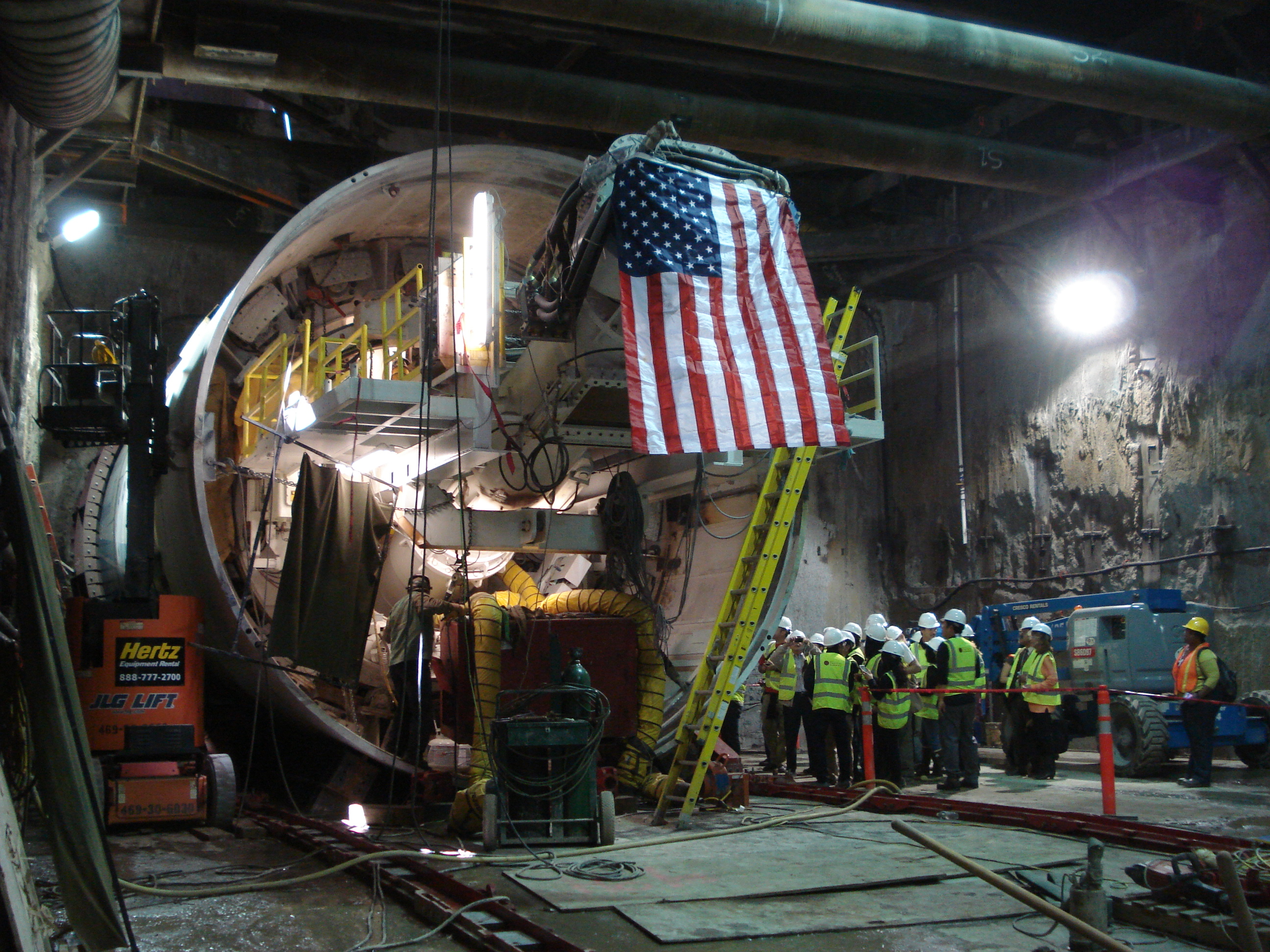
Razící štít pro Central Subway
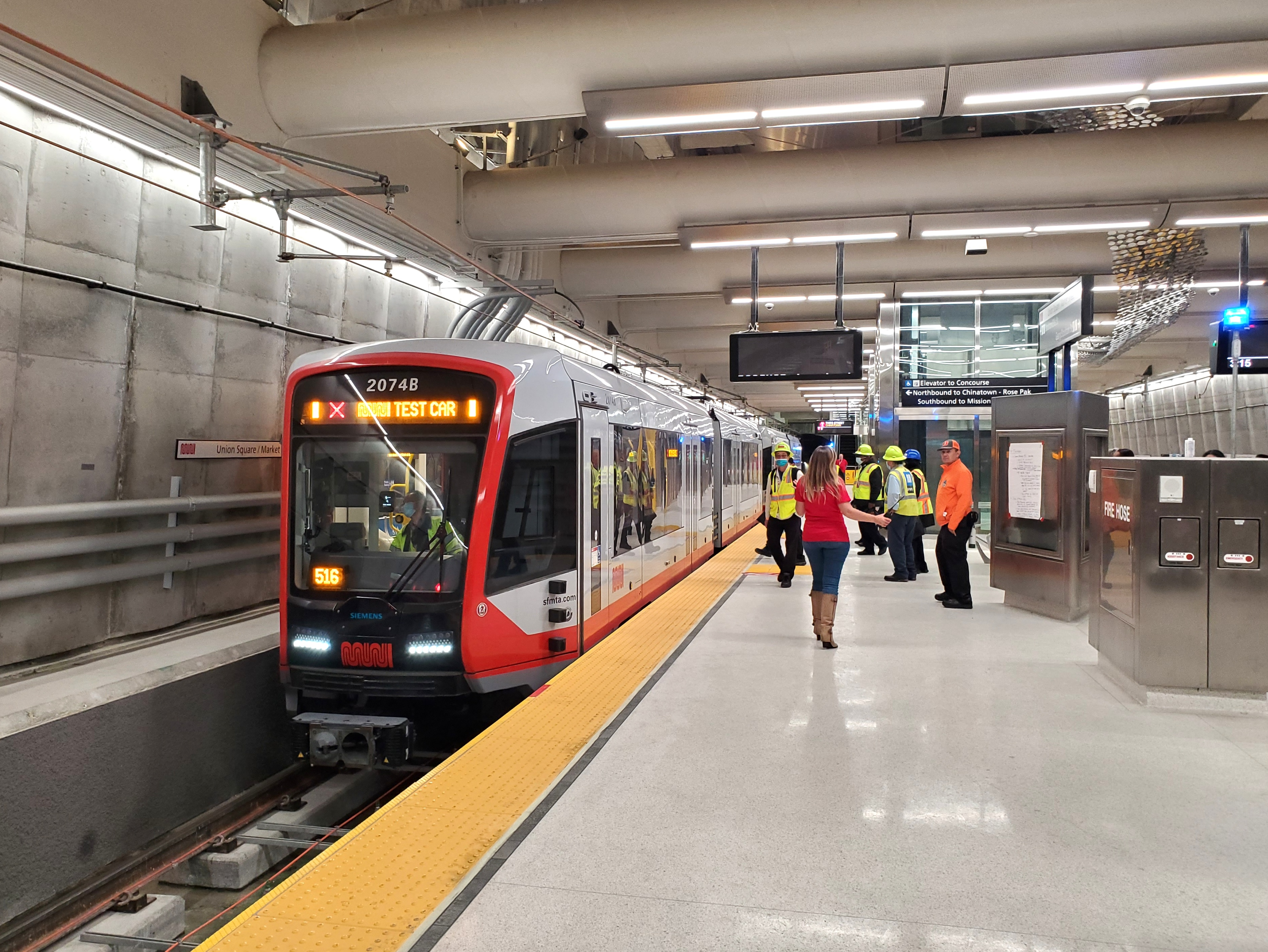
Nová stanice Union Square/Market Street během zkušebních jízd
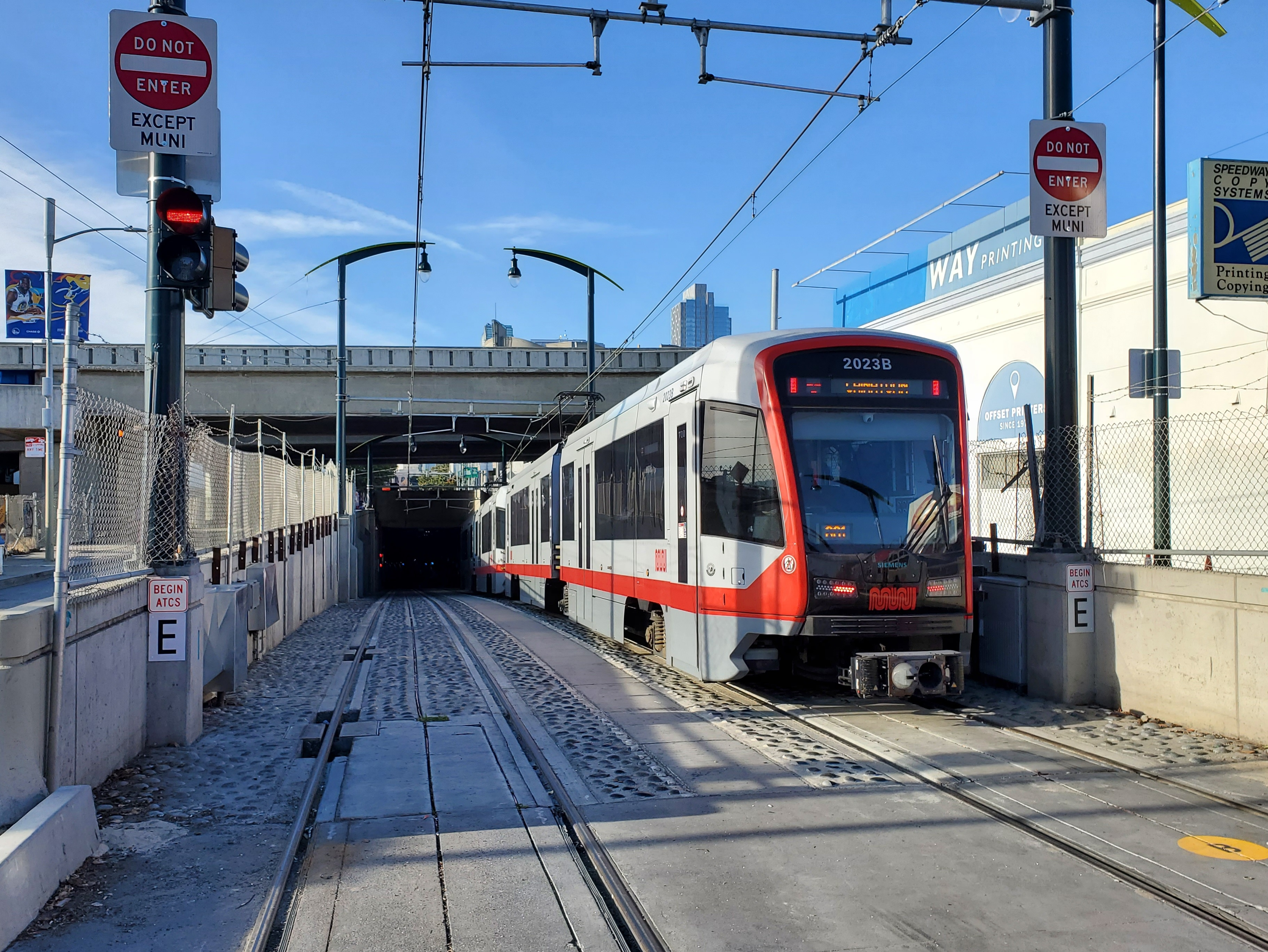
Souprava vozů Siemens vjíždí do tunelu Central Subway

## Linky
V souvislosti s pandemií koronavirové choroby covid-19 došlo v roce 2020 k výraznému omezení provozu Muni Metra. Od druhé poloviny roku 2021 dochází k postupnému obnovování provozu, nicméně linka S Shuttle je stále mimo provoz a L Taraval je kvůli rekonstrukci tratě, stanic a inženýrských sítí nahrazena náhradní autobusovou dopravou.
| Název linky    | Logo | Konečné stanice                           | Počet stanic | Rok otevření |
| -------------- | ---- | ----------------------------------------- | ------------ | ------------ |
| J Church       |      | Embarcadero Balboa Park                   | 25           | 1981         |
| K Ingleside    |      | Embarcadero Balboa Park                   | 21           | 1980         |
| L Taraval      |      | Embarcadero Wawona and 46th Avenue        | 28           | 1980         |
| M Ocean View   |      | Embarcadero San Jose and Geneva           | 26           | 1980         |
| N Judah        |      | 4th and King (Caltrain Depot) Ocean Beach | 33           | 1980         |
| S Shuttle      |      | Embarcadero West Portal                   | 9            | 2001         |
| T Third Street |      | Sunnydale Chinatown                       | 22           | 2007         |

## Galerie

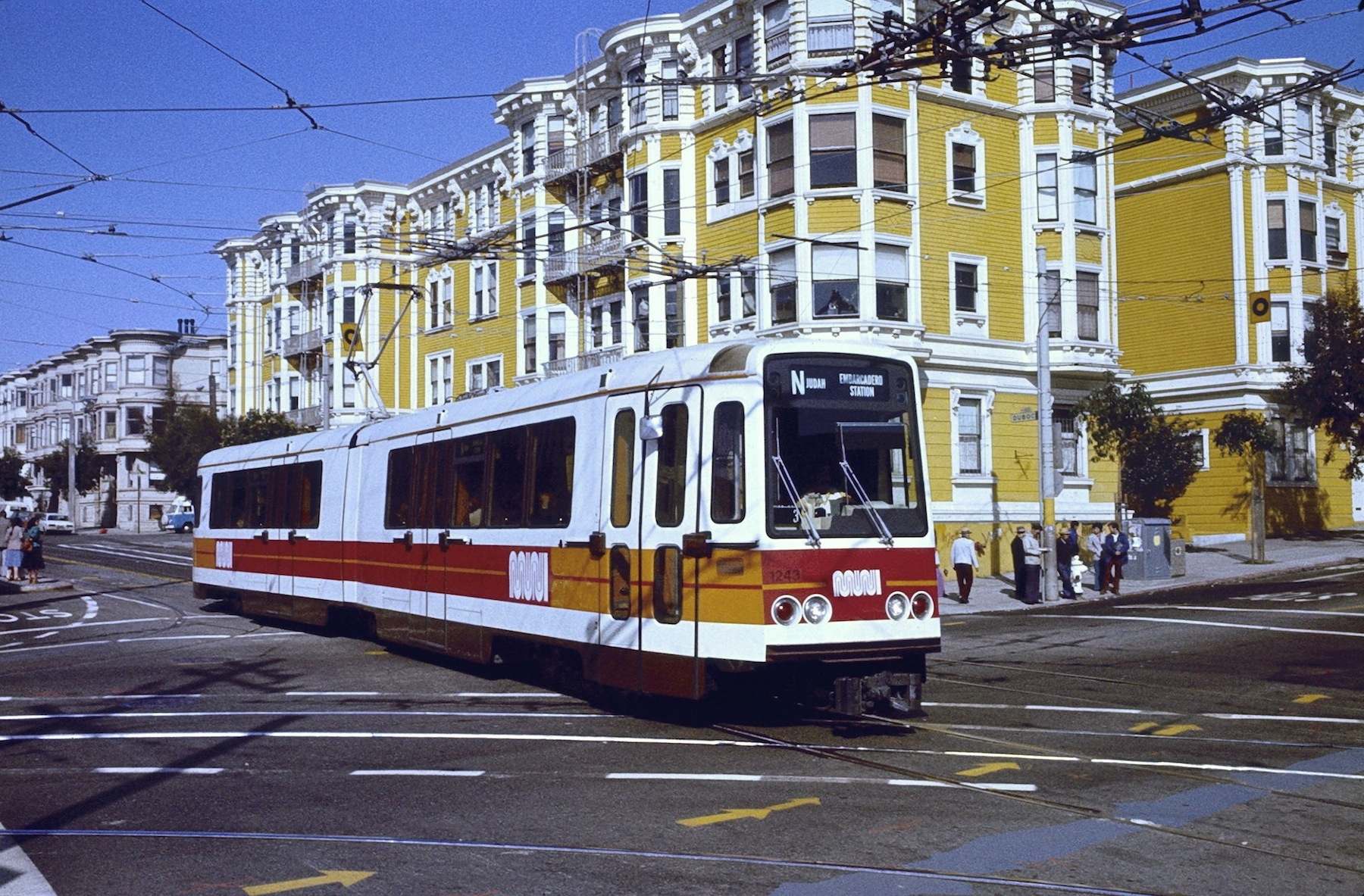
Již nepoužívaný typ Boeing LRV na lince N
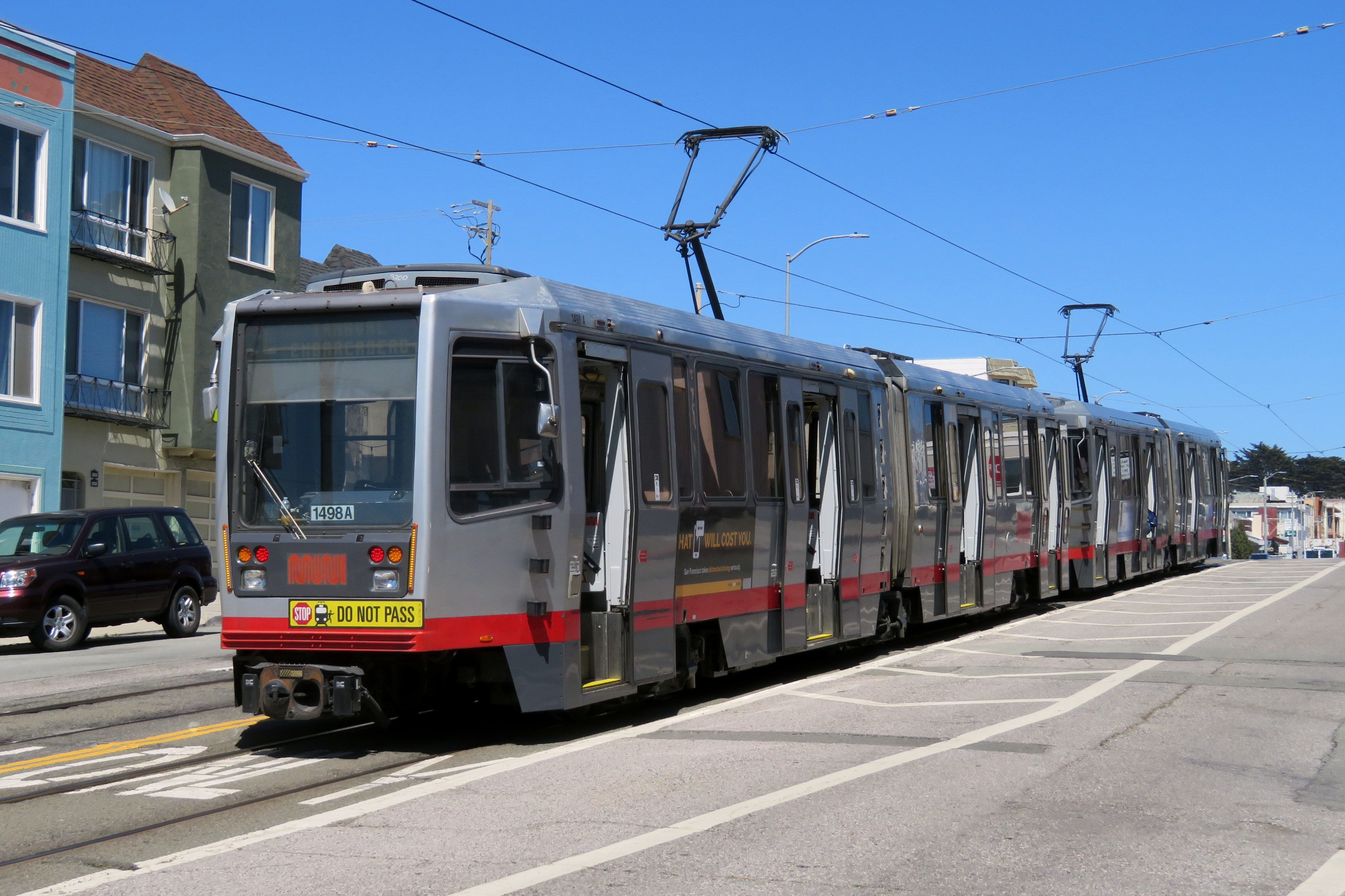
Breda LRV na 42nd Avenue
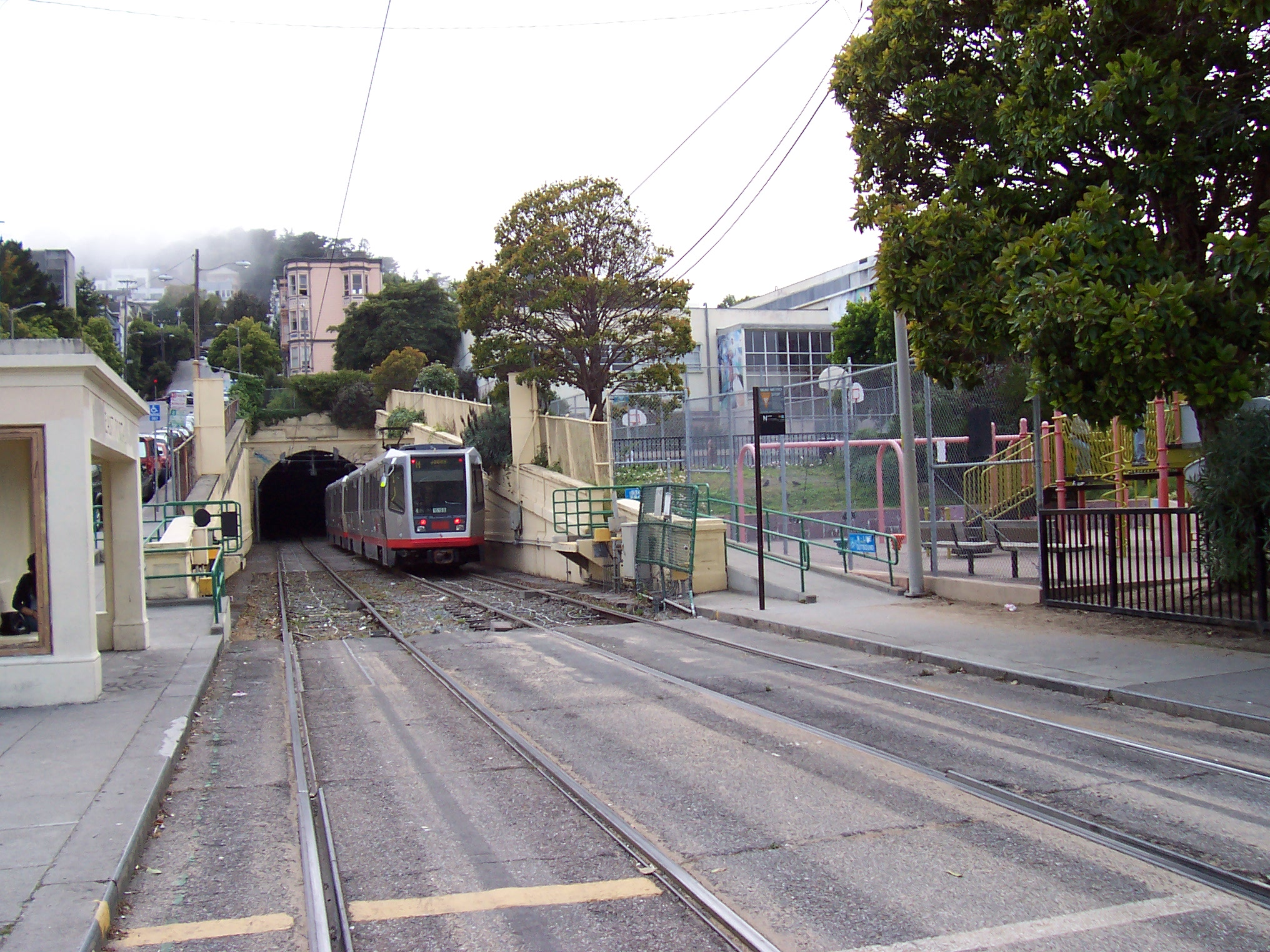
Sunset Tunnel a souprava linky N
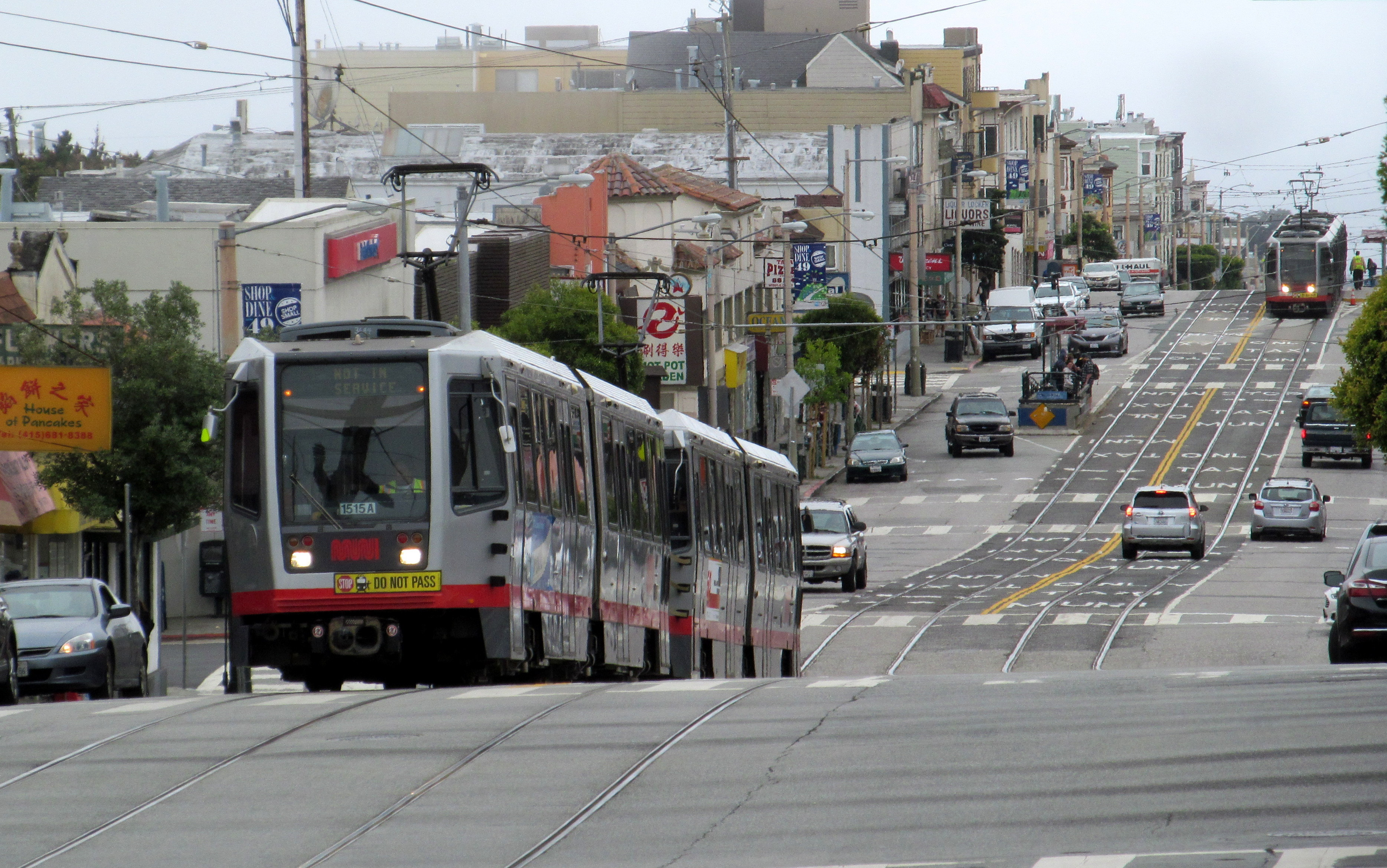
Souprava vozů Breda LRV na ulici Taraval
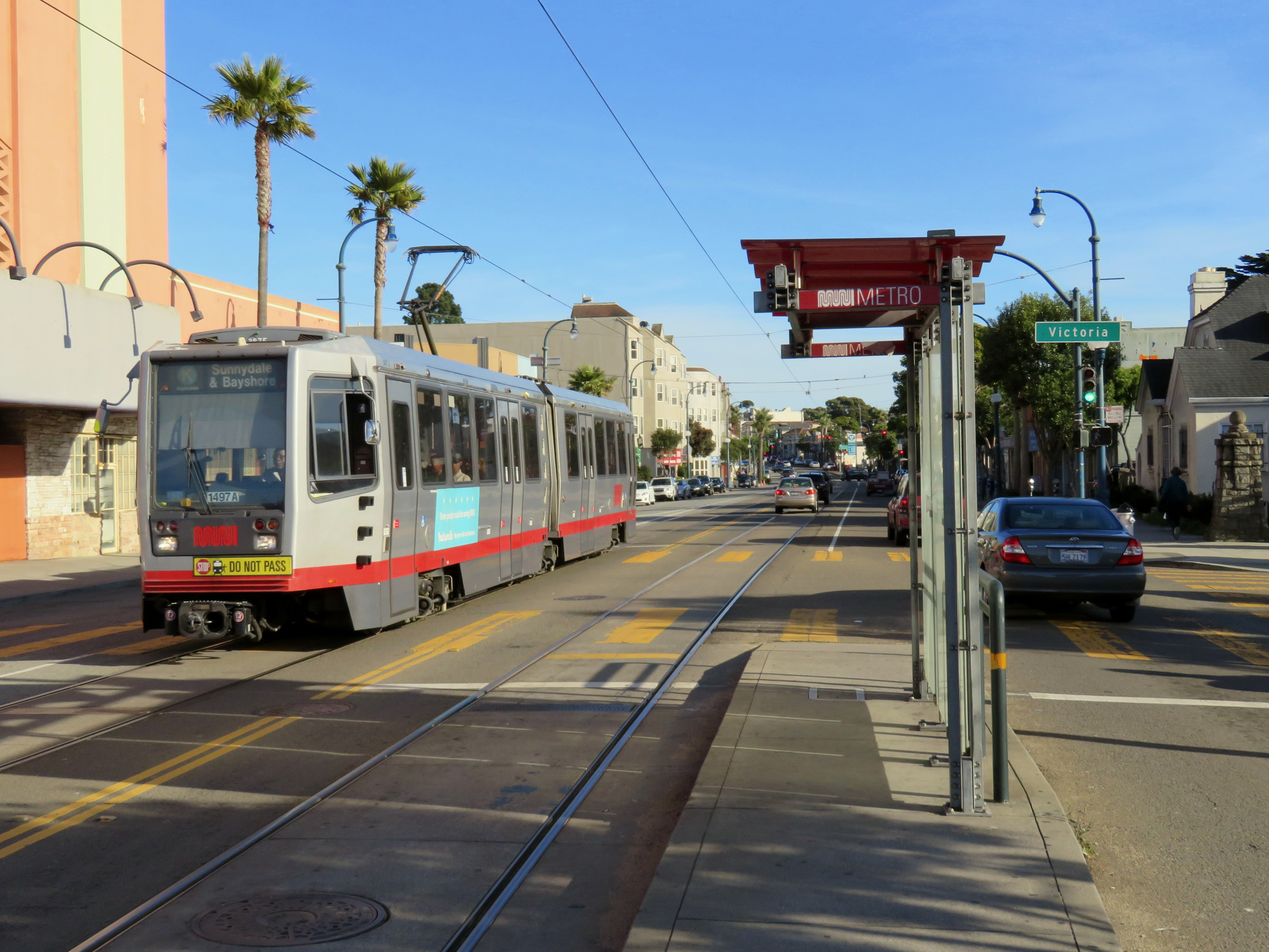
Stanice Ocean and Victoria
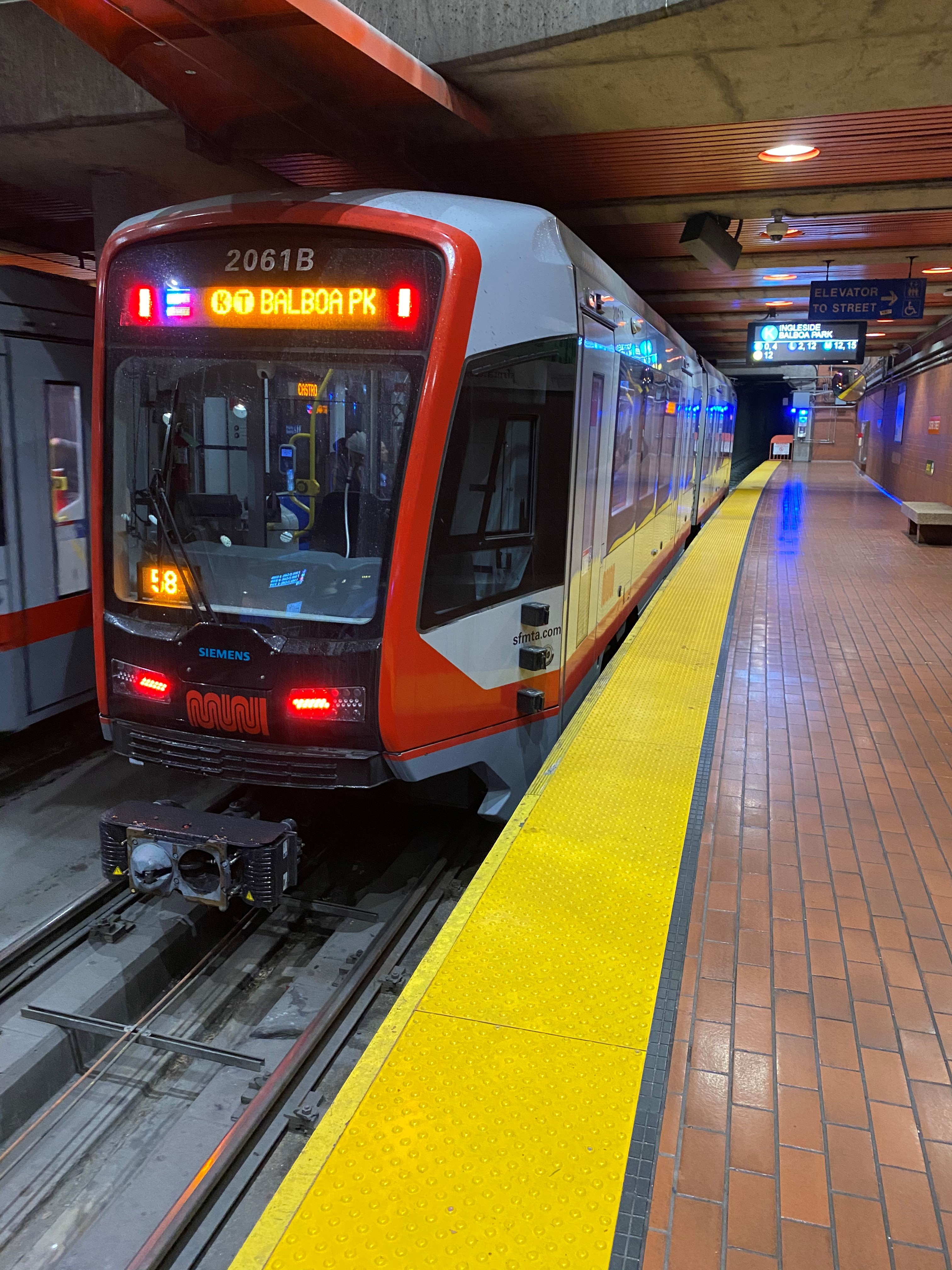
Siemens S200 SF ve stanici Castro
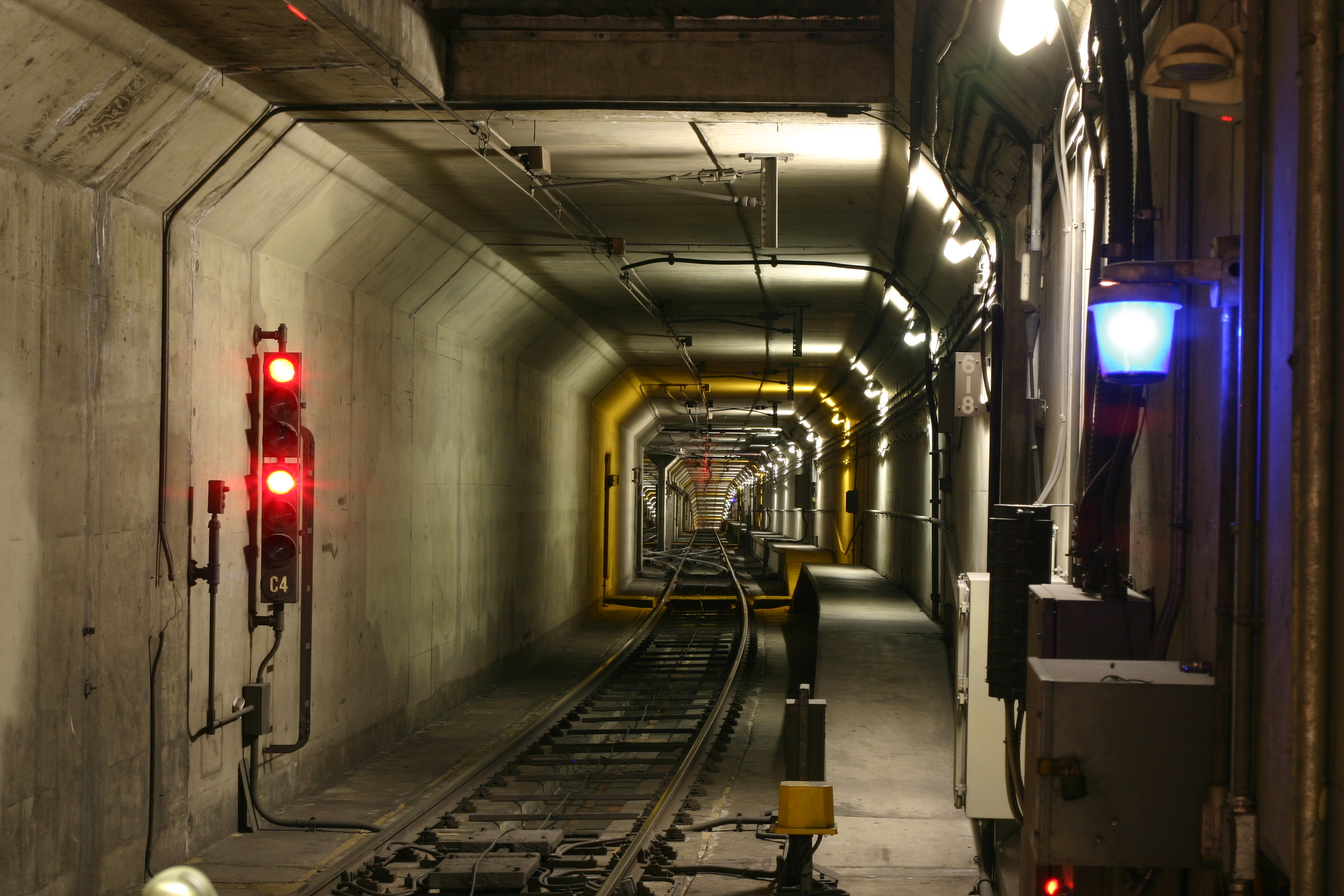
Východní část tunelu Twin Peaks